# Cube (1997)
Cube (engl. für Würfel) ist ein kanadischer Science-Fiction-Horrorfilm von Regisseur Vincenzo Natali aus dem Jahr 1997. Der Film zog die Fortsetzung Cube 2: Hypercube (2002) und das Prequel Cube Zero (2004) nach sich.

## Handlung
Ein Mann namens Alderson erwacht alleine in einem würfelförmigen Raum mit ca. fünf Metern Kantenlänge. An jeder Wand des Raumes (einschließlich des Bodens und der Decke) befinden sich Luken, durch die man in weitere Räume gelangen kann. Alderson betritt einen der Nachbarräume, wird dort von einem scharfen Gitter in Stücke geschnitten und stirbt.
Fünf Gefangene finden sich zusammen und überlegen gemeinsam, warum sie gefangen wurden und wie sie entkommen können. Zunächst testen sie jeden Würfel, den sie betreten wollen, indem sie einen Stiefel hineinwerfen. Diese Methode erweist sich jedoch als unsicher, als Rennes, einer der Gefangenen, durch eine Falle stirbt, die Säure in sein Gesicht sprüht.
An den Luken jedes Würfels gibt es Schilder mit drei dreistelligen Zahlen. Leaven, eine Mathematik-Studentin, versucht diese zu deuten. Ihre erste Schlussfolgerung ist, dass ein Würfel immer dann eine Falle enthält, wenn eine seiner drei Zahlen eine Primzahl ist. In einem der Räume treffen sie auf einen geistig behinderten Mann namens Kazan. Leavens Hypothese erweist sich als falsch, und Quentin wird beinahe von einer Falle getötet.
Worth, der sich als einer der Architekten der äußeren Hülle entpuppt, gibt Leaven Informationen über die Abmessungen dieser Hülle (135 Meter Kantenlänge). Leaven kann so errechnen, dass das gesamte Gebäude höchstens 26 Räume in jeder Dimension misst. Mit Hilfe der Zahlen, welche sie nun für kartesische Koordinaten hält, kann sie errechnen, dass die Gruppe nur sieben Räume von der äußeren Hülle entfernt ist.
Sie schaffen es, zu einer Seitenfläche des Kubus zu gelangen. Indem sie ihre Kleidung zusammenknoten, seilen sie die Ärztin Holloway an der Außenwand des großen Würfels ab, um vielleicht einen Weg nach draußen zu entdecken. Holloway stürzt fast ab, wird aber von Quentin, einem scheinbar gutmütigen Polizisten, zunächst aufgefangen. Quentin, der zuvor einen heftigen Streit mit Holloway hatte, lässt sie in den Tod stürzen; den anderen erzählt er zunächst, sie wäre abgerutscht. In der Folge macht Quentin sexuelle Annäherungsversuche an Leaven und versucht sie dazu zu überreden, die anderen zurückzulassen. Quentin und Worth kämpfen daraufhin einen blutigen Kampf.
Sie treffen auf Rennes’ toten Körper und glauben zunächst, dass sie sich im Kreis bewegt haben, aber Worth stellt fest, dass der Raum, der Rennes umbrachte, nicht mehr neben dem Raum liegt, in dem sich seine Leiche befindet. Er und Leaven bemerken, dass die Räume mit der Zeit ihre Position verändern. Dies erklärt auch die gelegentlichen Hintergrundgeräusche und Vibrationen, die durch die Bewegungen der Würfel entstehen.
Leaven erkennt bald, dass die Nummernkombinationen an den Würfeln Permutationen darstellen, die jeder individuelle Würfel durchläuft, während er sich innerhalb des großen Würfels bewegt. Zudem gibt es einen Raum, der eine „Brücke“ bildet, welche die äußere Hülle mit den inneren Würfeln verbindet, und somit eine Fluchtmöglichkeit bietet. Die Fallen wiederum befinden sich in Räumen, deren Nummern Potenzen einer Primzahl sind. Von dieser Entdeckung an nehmen die Gefangenen Primfaktorzerlegungen der dreistelligen Zahlen vor. Sie entdecken, dass Kazan, ein geistig Behinderter mit einer Inselbegabung in Bezug auf komplexe Zahlenspiele, solche Faktorisierungen im Kopf vornehmen kann.
Leaven, Worth und Kazan lassen Quentin zurück und erreichen die Brücke. Wie sich herausstellt, hätten sie dafür lediglich in jenem Raum bleiben müssen, in dem sich die Gruppe zuerst zusammengefunden hat. Quentin holt sie allerdings ein und ermordet Leaven. Worth und Quentin kämpfen erneut und Kazan verlässt den Würfel. Als der Brücken-Würfel sich in Bewegung setzt, hält Worth Quentin zwischen der Würfeltür und der Außenhülle fest, wodurch Quentin zerschnitten wird und stirbt. Worth sitzt schwerverwundet im Brücken-Würfel in der Falle und wird nicht entkommen können. Nur Kazan entkommt lebend, die Außenwelt ist dabei nicht zu sehen, und er läuft langsam in ein helles Licht hinein.

## Darsteller und Synchronisation
| Rolle                             | Schauspieler      | Deutscher Sprecher |
| --------------------------------- | ----------------- | ------------------ |
| Quentin (Polizist)                | Maurice Dean Wint | Crock Krumbiegel   |
| Joan Leaven (Mathematikstudentin) | Nicole de Boer    | Melanie Manstein   |
| Helen Holloway (Ärztin)           | Nicky Guadagni    | Marina Köhler      |
| David Worth (Architekt)           | David Hewlett     | Michael Roll       |
| Kazan (Savant)                    | Andrew Miller     | Philipp Brammer    |
| Rennes (Ausbrecher)               | Wayne Robson      | Fred Maire         |

## Hintergrund
- Trotz seines beschränkten Budgets von ca. 365.000 kanadischen Dollar (der Film wurde auf einer Bühne von nur 14 × 14 Fuß[2] (4,3 × 4,3 Meter) in Toronto gedreht; die Raumfarbe wurde durch verschiebbare Paneele gewechselt) und der Tatsache, dass er als Independent-Film an den Start ging, erreichte Cube einen ansehnlichen kommerziellen Erfolg und hat inzwischen eine Art Kultstatus als Nischen-Science-Fiction-Titel im Grenzbereich zwischen Thriller und Splatter-Film erlangt.
- Der besondere Reiz des Films liegt in seiner surrealen Kulisse. Obwohl auf die Welt draußen Bezug genommen wird, taucht sie nur sehr abstrakt als schwarze Leere oder helles weißes Licht auf.
- Der Film weist Parallelen zu Jean-Paul Sartres Theaterstück Geschlossene Gesellschaft und Samuel Becketts Prosatext Der Verwaiser auf.
- Ähnliche Filme mit vergleichbarer Handlung, in der einander fremde Menschen in einem geschlossenen Raum oder Bereich miteinander kommunizieren müssen, um zu überleben, sind die Science-Fiction-Thriller Der Kreis von 2015 und Der Schacht von 2019.

Alle Charaktere wurden nach Gefängnissen benannt:
- Quentin (San Quentin in Kalifornien/USA)
- Holloway (England)
- Kazan (Russland)
- Rennes (Frankreich)
- Alderson (West Virginia/USA)
- Leaven und Worth (Leavenworth, Kansas/USA)

## Kritiken
Das Lexikon des internationalen Films urteilte, dass der Film ein „reizvolles, ebenso spannendes wie radikales Kinoexperiment“ sei, trotz „logischer Brüche“.

## Neuverfilmungen
Im 2. Quartal 2015 plante Lionsgate ein Remake des kanadischen Sci-Fi-Thrillers über einen klaustrophobischen Survival-Trip mit dem Titel Cubed. Ein genauer Erscheinungstermin wurde noch nicht bekannt gegeben.
2021 erschien mit Cube eine japanische Neuverfilmung.

## Auszeichnungen (Auswahl)
Sitges Festival Internacional de Cinema Fantàstic de Catalunya 1998:
- Bester Film
- Bestes Drehbuch (gemeinsam mit Menschenfeind)

Brussels International Fantastic Film Festival 1999:
- Silberner Rabe

Genie Awards 1999:
- Nominierung in fünf Kategorien